# Isoperla insularis
Isoperla insularis är en bäcksländeart som först beskrevs av Morton 1930.  Isoperla insularis ingår i släktet Isoperla och familjen rovbäcksländor. Inga underarter finns listade i Catalogue of Life.